# 极品飞车III：闪电追踪
《极品飞车III：热力追踪》（副标题又译作）是艺电推出的《极品飞车》系列赛车游戏之一，于1998年推出。本作為系列中首部加入並允許玩家直接操作警察車輛對非法賽車進行攔截的作品。

## 出场车型
本作中登场的车辆主要為90年代的世界名车。登场的车辆被分为A、B、C三个级别。其中，A级为超级跑车（Supercar），B级为高性能运动跑车（Sportscar），C级为高性能轎車。以下是登场车辆清单：
A级：
- 奔驰CLK-GTR * (1997)
- 捷豹XJR-15 * （1991）
- 兰博基尼Diablo SV **（1995）
- 法拉利550 Maranello （1996）
- 阿尔法-罗密欧 Italdesign Scighera (1997)（PC版本独占）
- 宝马 Italdesign Nazca C2 (1991)（Playstation版本独占）
- Lister Storm (1994）（Playstation版本，PC版本需要下载）
- El Nino （厄尔尼诺） * **（虚构）

B级：
- 兰博基尼Countach 25周年纪念款（1988）
- 法拉利F355 F1 (1997)
- 雪弗莱Corvette C5 ** *** ****（1996）

C级（Playstation版本没有该等级）：
- 奔驰SL600 R129 (1997)
- 阿斯顿马丁 DB7 (1994)
- 捷豹XK8 (1996)
- 福特Falcon GT (1997) *****
- 霍顿HSV GTS(VT) *****

注释：
"*" 为必须解锁（完成指定赛事或输入秘籍）获得的隐藏车
"**" 为可用作警车的车辆
"***" 一种特别涂装，即1997年Indy 500赛事涂装的Corvette C5仅出现于早期的沃尔玛特别版中，而大陆引进的早期盗版，多属此版，因而有此型车。除了涂装不同及不能变换颜色，实际性能与标准版毫无二致。
"****" C5的手动版和自动版装备了不同的变速箱，自动为4速，手动为6速，显然后者的性能更佳，这是符合事实的。
"*****" 为澳大利亚版本限定车辆。
“下载新车”功能是当年EA重点宣传的一大功能，玩家可通过国际互联网，下载到EA官方推出的增补车辆，甚至包括相关的车辆介绍和影集（Showcase），这些“新车”至今能从EA的FTP上下载到，他们分别是：
- Lister Storm (1994, A级）
- 法拉利 456M GT （1999，B级）
- 捷豹XKR （1998，C级）
- Spectre R42 (1999, C级）

## 游戏音轨

### 竞赛音乐
1. Little Sweaty Sow
2. Hydrus 606
3. Snorkeling Cactus Weasels
4. Cetus 808
5. Rear Flutterblast #19
6. Aquilla 303
7. Snow Bags
8. Knossos
9. Flimsy
10. Warped

### 菜单音乐
1. Whacked
2. Romulus 3
3. Minotaur
4. Pi
5. Triton
6. Monster
7. Whipped